# گواناکسان
گواناکسان (به لاتین: Gwanaksan) یک کوه در کره جنوبی است که در Gwanak District واقع شده‌است. گواناکسان ۶۳۲ متر بالاتر از سطح دریا واقع شده‌است.